# Manthes
Manthes település Franciaországban, Drôme megyében. Lakosainak száma 678 fő (2022. január 1.). Manthes Épinouze, Lapeyrouse-Mornay, Lens-Lestang, Moras-en-Valloire, Saint-Sorlin-en-Valloire és Beaurepaire községekkel határos.

## Népesség
A település népességének változása:
| Lakosok száma | 572  | 502  | 564  | 617  | 674  | 668  | 670  | 664  | 665  | 678  |
|               | 1968 | 1982 | 1990 | 2006 | 2013 | 2015 | 2017 | 2019 | 2020 | 2022 |